# استنلی (آیداهو)
استنلی (به انگلیسی: Stanley) شهری در شهرستان کاستر ایالت آیداهو است که جمعیت آن در سرشماری سال ۲۰۱۰ میلادی ۶۳ نفر بوده است.

## نگارخانه

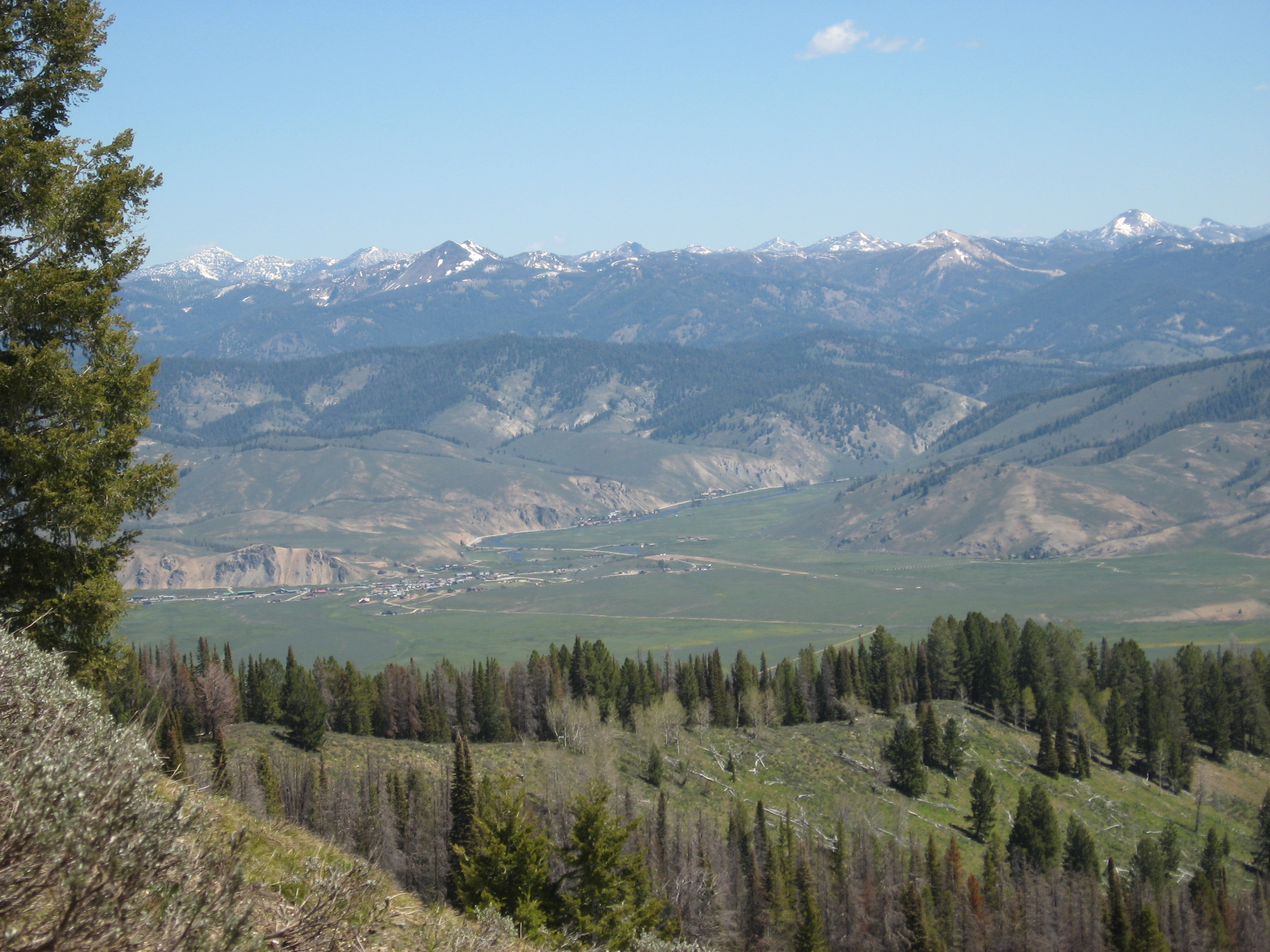
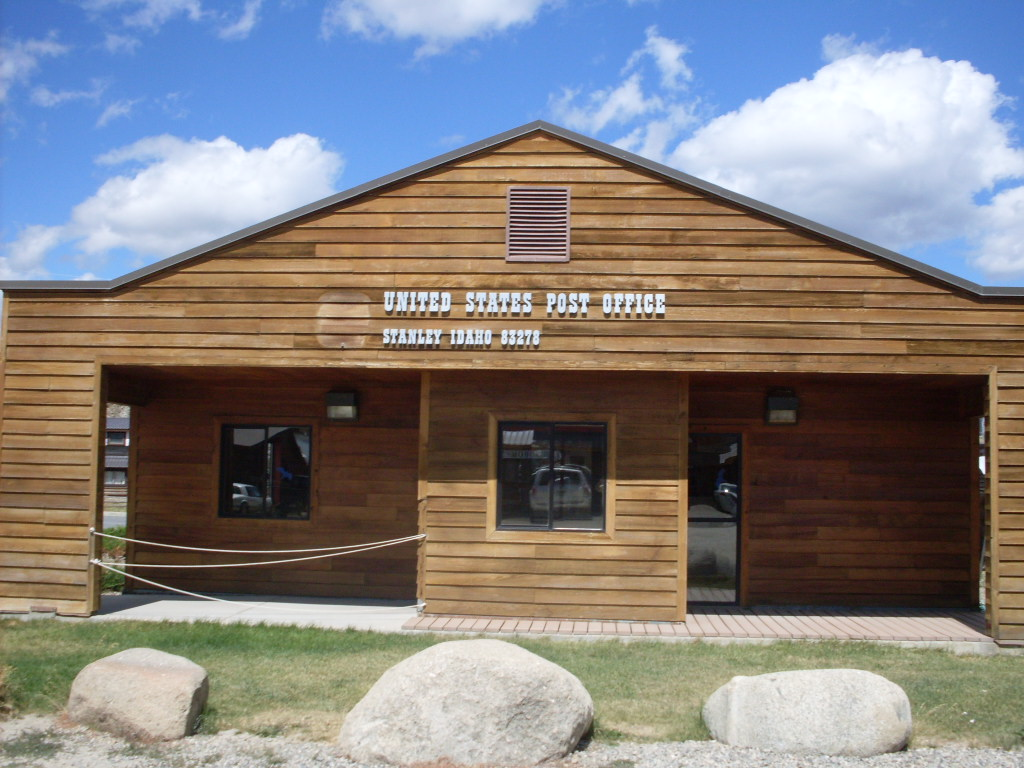
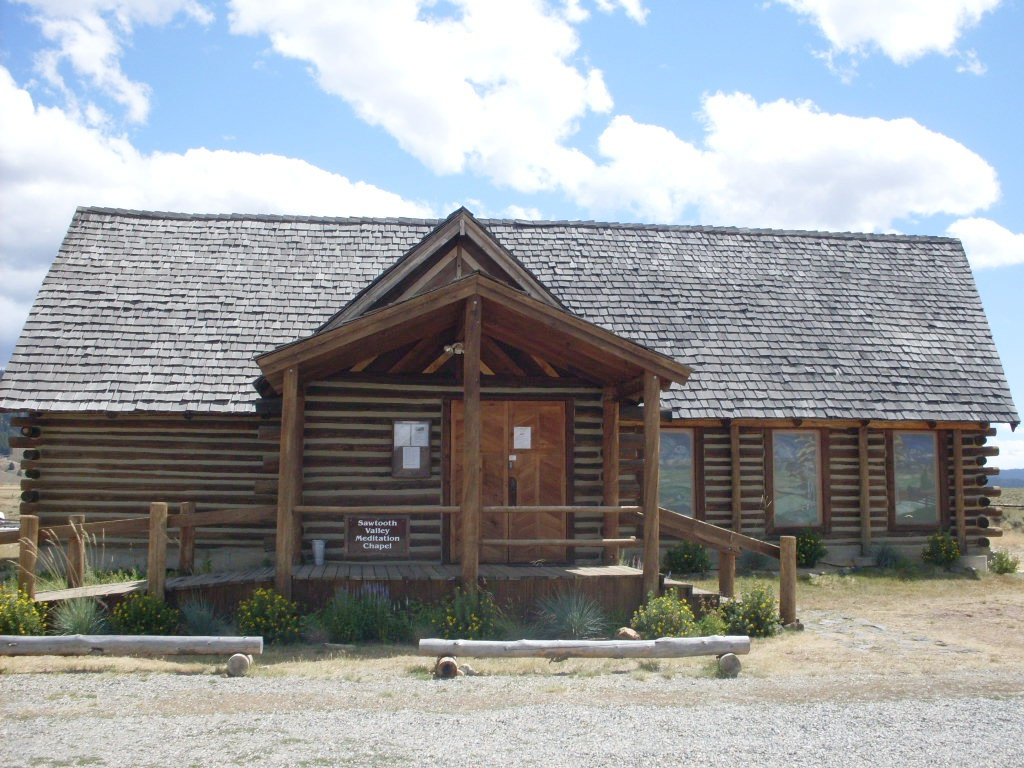
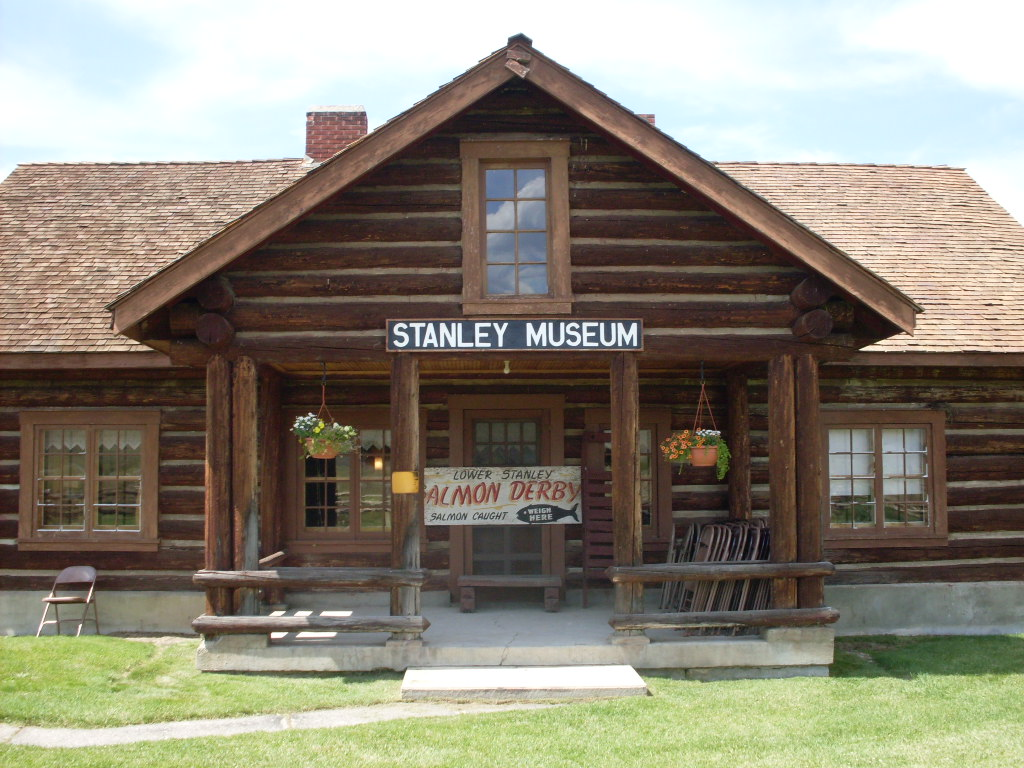